# Hyloxalus subpunctatus
La rana venenosa con crema (Hyloxalus subpunctatus) es una especie de anfibio la familia Dendrobatidae, endémica de Colombia.

## Descripción
Alcanza una longitud de 43 mm. Tiene hocico redondeado de 1,2 a 1,5 mm, igual diámetro del ojo.  Labio superior blanco, generalmente punteado y bordeado de marrón. El cuerpo es de color marrón oscuro a pardo grisáceo, con rayas de color crema que recorren verticalmente su espalda; los flancos con una banda lateral que se extiende desde el extremo del hocico hasta la ingle do color van desde el pardo o gris oscuro ahumado, hasta el negro brillante. Parte posterior de los muslos mármol obscuro. Patas delanteras 13 mm con pies de 6 mm, traseras 31 mm con pies de 16 mm de longitud. Presenta dedos largos y estrechos con discos en los extremos para ayudar a agarrar las hojas. Primer dedo igual al segundo; dilataciones digitales pequeñas; dos pequeños tubérculos metatarsianos. Piel en todas partes suave.

### Toxina
Al igual que otras especies del género Hyloxalus, posee toxinas débiles, en comparación con las de otros dendrobátidos. Su veneno causa un dolor fuerte al contacto y provoca un sabor muy desagradable al ser probado por un depredador, lo cual lo hace un buen mecanismo de defensa. Sin embargo, H. subpunctatus sigue siendo vulnerable a algunos depredadores, como las serpientes.

## Distribución geográfica
Esta especie se encuentra en el Altiplano Cundiboyacense de la Cordillera Oriental de Colombia; en los departamentos de  Boyacá, Cundinamarca y Meta, entre los 2.000 y 3.500 m s. n. m.

## Hábitat
Su hábitat natural son las praderas de alta altitud, humedales dominados por arbustos, pantanos intermitentes de agua dulce páramos y bordes de bosque. Se adapta en huertos rurales, áreas urbanas y bosques antiguamente degradados.

## Reproducción
Los huevos son depositados en tierra y los machos llevan a los renacuajos a cuerpos de agua lénticos.

## Taxonomía
Ha sufrido varios cambios de clasificación desde su descripción. Originalmente fue llamado Prostherapis subpunctatus, posteriormente, Dendrobates subpunctatus, pero su nombre fue cambiado a Colostethus subpuctatus una vez que el géneros distintos de Dendrobates fueron divididos. Recientemente, las diferencias esqueléticas han separado la esta rana de las otras ranas cohete y la colocaron en otro género, Hyloxalus.